# Indigofera sericovexilla
Indigofera sericovexilla är en ärtväxtart som beskrevs av Cyril Tenison White. Indigofera sericovexilla ingår i släktet indigosläktet, och familjen ärtväxter. Inga underarter finns listade i Catalogue of Life.